# Caratê nos Jogos Olímpicos de Verão de 2020 - Até 55 kg feminino
A categoria até 55 kg feminino do caratê nos Jogos Olímpicos de Verão de 2020 ocorreu no dia 5 de agosto de 2021 no Nippon Budokan, em Tóquio. Um total de 9 caratecas, cada uma representando um Comitê Olímpico Nacional (CON), participaram do evento.

## Qualificação
Um total de 10 competidoras poderiam se qualificar para a categoria até 55 kg do kumite, cada uma representando um CON, conforme abaixo:
- 1 do país-sede, Japão;
- 4 pelo ranking de qualificação olímpica de maio de 2021;
- 3 pelo Torneio de Qualificação Olímpica do Caratê de 2021;
- 2 por representatividade continental ou por convite da Comissão Tripartite.

Anna Chernysheva, do ROC, acabou não competindo após testar positivo para a COVID-19, totalizando 9 caratecas inscritas.

## Formato
A competição começou com uma fase grupos seguida por uma fase final eliminatória. Cada chave foi composta por quatro ou cinco caratecas, com a classificada em primeiro lugar no Grupo A enfrentando a que terminou em segundo lugar no Grupo B nas semifinais, e vice-versa. Não houve disputas pela medalha de bronze nos eventos de kumite. As perdedoras das semifinais receberam uma medalha de bronze cada uma.

## Calendário
Horário local (UTC+9)
| Dia         | Horário | Fase           |
| ----------- | ------- | -------------- |
| 5 de agosto | 17:00   | Fase de grupos |
| 5 de agosto | 20:20   | Semifinal      |
| 5 de agosto | 20:50   | Final          |

## Medalhistas
| Ouro   | BUL Ivet Goranova                 |
| Prata  | UKR Anzhelika Terliuga            |
| Bronze | AUT Bettina Plank TPE Wen Tzu-yun |

## Resultados

### Fase de grupos
Grupo A
| Carateca           | P | V | E | D | Pts | BUL | TPE | IRI | TUR | Classificação |
| ------------------ | - | - | - | - | --- | --- | --- | --- | --- | ------------- |
| BUL Ivet Goranova  | 3 | 3 | 0 | 0 | 6   | —   | 5–2 | 5–2 | 5–1 | Semifinal     |
| TPE Wen Tzu-yun    | 3 | 2 | 0 | 1 | 4   | 2–5 | —   | 5–1 | 5–4 | Semifinal     |
| IRI Sara Bahmanyar | 3 | 1 | 0 | 2 | 2   | 2–5 | 1–5 | —   | 5–4 |               |
| TUR Serap Özçelik  | 3 | 0 | 0 | 3 | 0   | 1–5 | 4–5 | 4–5 | —   |               |

Grupo B
| Carateca               | P | V | E | D | Pts | UKR | AUT | JPN  | KAZ  | EGY | Classificação |
| ---------------------- | - | - | - | - | --- | --- | --- | ---- | ---- | --- | ------------- |
| UKR Anzhelika Terliuga | 4 | 2 | 2 | 0 | 6   | —   | 0–0 | 4–0  | 4–4  | 1–0 | Semifinal     |
| AUT Bettina Plank      | 4 | 2 | 1 | 1 | 5   | 0–0 | —   | 2–6  | 4–3  | 3–1 | Semifinal     |
| JPN Miho Miyahara      | 4 | 2 | 0 | 2 | 4   | 0–4 | 6–2 | —    | 11–2 | 3–5 |               |
| KAZ Moldir Zhangbyrbay | 4 | 1 | 1 | 2 | 3   | 4–4 | 3–4 | 2–11 | —    | 7–2 |               |
| EGY Radwa Sayed        | 4 | 1 | 0 | 3 | 2   | 0–1 | 1–3 | 5–3  | 2–7  | —   |               |

### Fase final
|  | Semifinal                | Semifinal                |                     |   | Final | Final |
|  |                          |                          |                     |   |       |       |
|  |                          |                          |                     |   |       |       |
|  |                          |                          |                     |   |       |       |
|  | A1BUL Ivet Goranova      | 4                        |                     |   |       |       |
|  | A1BUL Ivet Goranova      | 4                        |                     |   |       |       |
|  | B2AUT Bettina Plank      | 3                        |                     |   |       |       |
|  | B2AUT Bettina Plank      | 3                        | A1BUL Ivet Goranova | 5 |       |       |
|  |                          |                          | A1BUL Ivet Goranova | 5 |       |       |
|  |                          | B1UKR Anzhelika Terliuga | 1                   |   |       |       |
|  | B1UKR Anzhelika Terliuga | B1UKR Anzhelika Terliuga | 1                   | 4 |       |       |
|  | B1UKR Anzhelika Terliuga |                          |                     | 4 |       |       |
|  | A2TPE Wen Tzu-yun        | 4                        |                     |   |       |       |
|  | A2TPE Wen Tzu-yun        | 4                        |                     |   |       |       |